# Pilar Medina
Pilar Medina Canadell, là người đẹp Tây Ban Nha đầu tiên đăng quang ngôi vị Hoa hậu Quốc tế năm 1977.
Vào năm 1976, Cô đại diện Región Centro tại cuộc thi Hoa hậu Tây Ban Nha (tiếng Anh: Miss Spain) và trở thành Á hậu 1.
Với danh hiệu đạt được, cô giành quyền đại diện Tây Ban Nha tại cuộc thi Hoa hậu Quốc tế 1977 được tổ chức ở Tokyo, Nhật Bản.
Trong cuộc thi nói trên, cô được trao vương miện hoa hậu cùng giải thưởng trang phục dân tộc đẹp nhất.